# 小行星列表/186601-186700
| 名稱         | 臨時編號   | 發現日期       | 發現地點   | 發現者                         |
| ------------ | ---------- | -------------- | ---------- | ------------------------------ |
| 小行星186601 | 2003 BN86  | 2003年1月25日  | 索科罗     | 林肯近地小行星研究小组         |
| 小行星186602 | 2003 BY89  | 2003年1月28日  | 索科罗     | 林肯近地小行星研究小组         |
| 小行星186603 | 2003 BF90  | 2003年1月28日  | 索科罗     | 林肯近地小行星研究小组         |
| 小行星186604 | 2003 BP92  | 2003年1月28日  | 阿帕契點   | 史隆數位巡天                   |
| 小行星186605 | 2003 CN1   | 2003年2月1日   | 帕洛马山   | 近地小行星追踪                 |
| 小行星186606 | 2003 CB15  | 2003年2月4日   | 索科罗     | 林肯近地小行星研究小组         |
| 小行星186607 | 2003 CZ15  | 2003年2月4日   | 帕洛马山   | 近地小行星追踪                 |
| 小行星186608 | 2003 CK18  | 2003年2月8日   | 索科罗     | 林肯近地小行星研究小组         |
| 小行星186609 | 2003 DA22  | 2003年2月28日  | 索科罗     | 林肯近地小行星研究小组         |
| 小行星186610 | 2003 EF7   | 2003年3月6日   | 可可尼诺县 | 洛厄尔天文台近地小行星搜寻计划 |
| 小行星186611 | 2003 EH14  | 2003年3月7日   | 帕洛马山   | 近地小行星追踪                 |
| 小行星186612 | 2003 EJ21  | 2003年3月6日   | 索科罗     | 林肯近地小行星研究小组         |
| 小行星186613 | 2003 EM25  | 2003年3月6日   | 可可尼诺县 | 洛厄尔天文台近地小行星搜寻计划 |
| 小行星186614 | 2003 EY31  | 2003年3月7日   | 索科罗     | 林肯近地小行星研究小组         |
| 小行星186615 | 2003 EF34  | 2003年3月7日   | 索科罗     | 林肯近地小行星研究小组         |
| 小行星186616 | 2003 EL39  | 2003年3月8日   | 索科罗     | 林肯近地小行星研究小组         |
| 小行星186617 | 2003 EZ51  | 2003年3月11日  | 帕洛马山   | 近地小行星追踪                 |
| 小行星186618 | 2003 EC56  | 2003年3月11日  | 基特峰     | 太空监视                       |
| 小行星186619 | 2003 FU33  | 2003年3月23日  | 基特峰     | 太空监视                       |
| 小行星186620 | 2003 FY37  | 2003年3月23日  | 基特峰     | 太空监视                       |
| 小行星186621 | 2003 FD41  | 2003年3月25日  | 帕洛马山   | 近地小行星追踪                 |
| 小行星186622 | 2003 FQ45  | 2003年3月24日  | 基特峰     | 太空监视                       |
| 小行星186623 | 2003 FG52  | 2003年3月25日  | 帕洛马山   | 近地小行星追踪                 |
| 小行星186624 | 2003 FL96  | 2003年3月30日  | 基特峰     | 太空监视                       |
| 小行星186625 | 2003 FQ103 | 2003年3月24日  | 基特峰     | 太空监视                       |
| 小行星186626 | 2003 FA105 | 2003年3月26日  | 帕洛马山   | 近地小行星追踪                 |
| 小行星186627 | 2003 FY107 | 2003年3月31日  | 可可尼诺县 | 洛厄尔天文台近地小行星搜寻计划 |
| 小行星186628 | 2003 FO112 | 2003年3月31日  | 索科罗     | 林肯近地小行星研究小组         |
| 小行星186629 | 2003 FN130 | 2003年3月24日  | 基特峰     | 太空监视                       |
| 小行星186630 | 2003 GB37  | 2003年4月6日   | 可可尼诺县 | 洛厄尔天文台近地小行星搜寻计划 |
| 小行星186631 | 2003 GA41  | 2003年4月9日   | 帕洛马山   | 近地小行星追踪                 |
| 小行星186632 | 2003 GF41  | 2003年4月9日   | 帕洛马山   | 近地小行星追踪                 |
| 小行星186633 | 2003 GP44  | 2003年4月9日   | 海勒卡拉   | 近地小行星追踪                 |
| 小行星186634 | 2003 GA45  | 2003年4月8日   | 帕洛马山   | 近地小行星追踪                 |
| 小行星186635 | 2003 GW54  | 2003年4月4日   | 基特峰     | 太空监视                       |
| 小行星186636 | 2003 HE50  | 2003年4月28日  | 索科罗     | 林肯近地小行星研究小组         |
| 小行星186637 | 2003 HQ53  | 2003年4月21日  | 基特峰     | 太空监视                       |
| 小行星186638 | 2003 JJ4   | 2003年5月2日   | 基特峰     | 太空监视                       |
| 小行星186639 | 2003 KP8   | 2003年5月23日  | 基特峰     | 太空监视                       |
| 小行星186640 | 2003 KR16  | 2003年5月27日  | 海勒卡拉   | 近地小行星追踪                 |
| 小行星186641 | 2003 LL4   | 2003年6月3日   | 索科罗     | 林肯近地小行星研究小组         |
| 小行星186642 | 2003 MK7   | 2003年6月29日  | 索科罗     | 林肯近地小行星研究小组         |
| 小行星186643 | 2003 MS7   | 2003年6月28日  | 普雷斯科特 | P. G. Comba                    |
| 小行星186644 | 2003 ML8   | 2003年6月28日  | 索科罗     | 林肯近地小行星研究小组         |
| 小行星186645 | 2003 NW8   | 2003年7月10日  | 芦苇溪     | 约翰·布劳顿                    |
| 小行星186646 | 2003 QW64  | 2003年8月23日  | 索科罗     | 林肯近地小行星研究小组         |
| 小行星186647 | 2003 RB11  | 2003年9月13日  | 可可尼诺县 | 洛厄尔天文台近地小行星搜寻计划 |
| 小行星186648 | 2003 SN115 | 2003年9月16日  | 索科罗     | 林肯近地小行星研究小组         |
| 小行星186649 | 2003 TK15  | 2003年10月15日 | 可可尼诺县 | 洛厄尔天文台近地小行星搜寻计划 |
| 小行星186650 | 2003 UN74  | 2003年10月17日 | 基特峰     | 太空监视                       |
| 小行星186651 | 2003 UX85  | 2003年10月18日 | 帕洛马山   | 近地小行星追踪                 |
| 小行星186652 | 2003 UY106 | 2003年10月18日 | 帕洛马山   | 近地小行星追踪                 |
| 小行星186653 | 2003 UP164 | 2003年10月21日 | 索科罗     | 林肯近地小行星研究小组         |
| 小行星186654 | 2003 WZ65  | 2003年11月19日 | 基特峰     | 太空监视                       |
| 小行星186655 | 2003 WY86  | 2003年11月21日 | 索科罗     | 林肯近地小行星研究小组         |
| 小行星186656 | 2003 WA104 | 2003年11月21日 | 索科罗     | 林肯近地小行星研究小组         |
| 小行星186657 | 2003 WN138 | 2003年11月21日 | 索科罗     | 林肯近地小行星研究小组         |
| 小行星186658 | 2003 WD193 | 2003年11月24日 | 基特峰     | 太空监视                       |
| 小行星186659 | 2003 XF12  | 2003年12月14日 | 帕洛马山   | 近地小行星追踪                 |
| 小行星186660 | 2003 XH15  | 2003年12月14日 | 基特峰     | 太空监视                       |
| 小行星186661 | 2003 XY38  | 2003年12月4日  | 索科罗     | 林肯近地小行星研究小组         |
| 小行星186662 | 2003 YF9   | 2003年12月16日 | 基特峰     | 太空监视                       |
| 小行星186663 | 2003 YH9   | 2003年12月16日 | 卡特林那   | 卡特林那巡天系统               |
| 小行星186664 | 2003 YA30  | 2003年12月18日 | 于克勒     | Uccle                          |
| 小行星186665 | 2003 YJ37  | 2003年12月17日 | 基特峰     | 太空监视                       |
| 小行星186666 | 2003 YH59  | 2003年12月19日 | 索科罗     | 林肯近地小行星研究小组         |
| 小行星186667 | 2003 YK64  | 2003年12月19日 | 索科罗     | 林肯近地小行星研究小组         |
| 小行星186668 | 2003 YL64  | 2003年12月19日 | 索科罗     | 林肯近地小行星研究小组         |
| 小行星186669 | 2003 YY76  | 2003年12月18日 | 索科罗     | 林肯近地小行星研究小组         |
| 小行星186670 | 2003 YP77  | 2003年12月18日 | 索科罗     | 林肯近地小行星研究小组         |
| 小行星186671 | 2003 YK82  | 2003年12月18日 | 索科罗     | 林肯近地小行星研究小组         |
| 小行星186672 | 2003 YX98  | 2003年12月19日 | 索科罗     | 林肯近地小行星研究小组         |
| 小行星186673 | 2003 YE101 | 2003年12月19日 | 索科罗     | 林肯近地小行星研究小组         |
| 小行星186674 | 2003 YL112 | 2003年12月23日 | 索科罗     | 林肯近地小行星研究小组         |
| 小行星186675 | 2003 YM112 | 2003年12月23日 | 索科罗     | 林肯近地小行星研究小组         |
| 小行星186676 | 2003 YD116 | 2003年12月27日 | 基特峰     | 太空监视                       |
| 小行星186677 | 2003 YT127 | 2003年12月27日 | 索科罗     | 林肯近地小行星研究小组         |
| 小行星186678 | 2003 YB129 | 2003年12月27日 | 索科罗     | 林肯近地小行星研究小组         |
| 小行星186679 | 2003 YQ129 | 2003年12月27日 | 索科罗     | 林肯近地小行星研究小组         |
| 小行星186680 | 2003 YH137 | 2003年12月27日 | 索科罗     | 林肯近地小行星研究小组         |
| 小行星186681 | 2003 YC140 | 2003年12月28日 | 索科罗     | 林肯近地小行星研究小组         |
| 小行星186682 | 2003 YT141 | 2003年12月28日 | 索科罗     | 林肯近地小行星研究小组         |
| 小行星186683 | 2003 YU145 | 2003年12月28日 | 索科罗     | 林肯近地小行星研究小组         |
| 小行星186684 | 2003 YY155 | 2003年12月20日 | 索科罗     | 林肯近地小行星研究小组         |
| 小行星186685 | 2003 YB169 | 2003年12月18日 | 索科罗     | 林肯近地小行星研究小组         |
| 小行星186686 | 2004 AZ5   | 2004年1月13日  | 可可尼诺县 | 洛厄尔天文台近地小行星搜寻计划 |
| 小行星186687 | 2004 AW9   | 2004年1月15日  | 基特峰     | 太空监视                       |
| 小行星186688 | 2004 BJ2   | 2004年1月16日  | 帕洛马山   | 近地小行星追踪                 |
| 小行星186689 | 2004 BF6   | 2004年1月16日  | 基特峰     | 太空监视                       |
| 小行星186690 | 2004 BB12  | 2004年1月16日  | 帕洛马山   | 近地小行星追踪                 |
| 小行星186691 | 2004 BT15  | 2004年1月17日  | 帕洛马山   | 近地小行星追踪                 |
| 小行星186692 | 2004 BD17  | 2004年1月17日  | 帕洛马山   | 近地小行星追踪                 |
| 小行星186693 | 2004 BF22  | 2004年1月16日  | 基特峰     | 太空监视                       |
| 小行星186694 | 2004 BD29  | 2004年1月18日  | 帕洛马山   | 近地小行星追踪                 |
| 小行星186695 | 2004 BK29  | 2004年1月18日  | 帕洛马山   | 近地小行星追踪                 |
| 小行星186696 | 2004 BM31  | 2004年1月19日  | 可可尼诺县 | 洛厄尔天文台近地小行星搜寻计划 |
| 小行星186697 | 2004 BK38  | 2004年1月19日  | 卡特林那   | 卡特林那巡天系统               |
| 小行星186698 | 2004 BU41  | 2004年1月19日  | 卡特林那   | 卡特林那巡天系统               |
| 小行星186699 | 2004 BD43  | 2004年1月22日  | 索科罗     | 林肯近地小行星研究小组         |
| 小行星186700 | 2004 BM43  | 2004年1月22日  | 索科罗     | 林肯近地小行星研究小组         |